# 伊萬奇納戈里察
伊萬奇納戈里察（斯洛維尼亞語： 發音：[iˈʋaːntʃna ɡɔˈɾiːtsa]，舊拼法亦有 Vanjčina Gorica） 是斯洛維尼亞中部伊万奇纳戈里察市镇的聚居地及行政中心。为下卡尼奧拉傳統地區的一部分，現在被納入中斯洛文尼亞統計區。

## 教堂與神龕

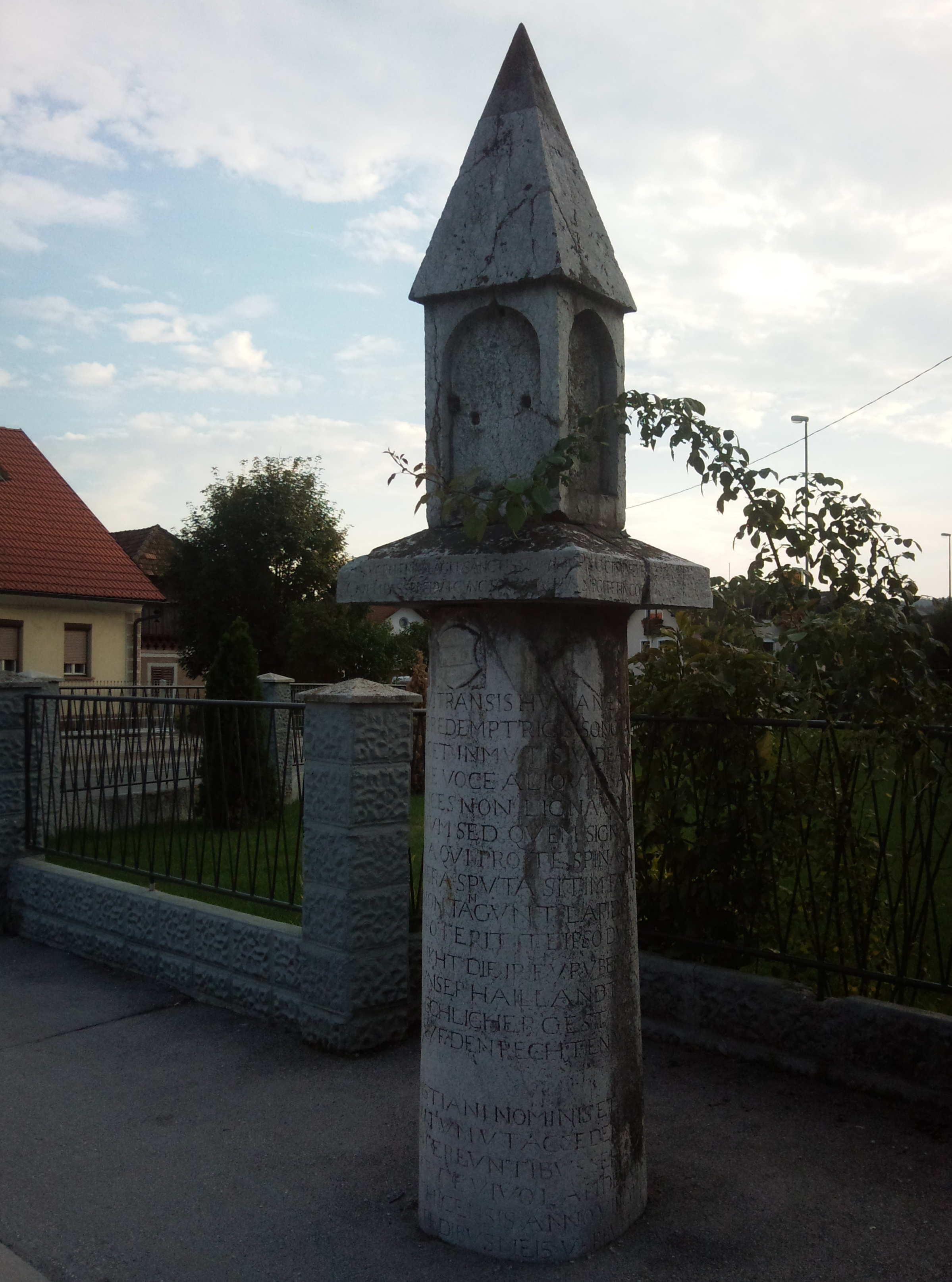
羅馬里程碑

當地的堂區教堂是獻給聖若瑟，屬於天主教盧布爾雅那總教區。位於聚居地中心的路邊神龕被稱為「修道院院長神龕」（斯洛文尼亞語：Opatovo znamenje），出現在該區的紋章上。這是一個羅馬里程碑，於1583年按照 Laurentius Rainer 的命令重新雕刻，他是附近村落 Stična 的熙篤會修道院院長。

## 經濟
Akrapovič是一家製造摩托車排氣系統的斯洛維尼亞公司，總部位於伊萬奇納戈里察。

## 外部連結
- 维基共享资源上的相關多媒體資源：伊萬奇納戈里察
- Ivančna Gorica on Geopedia （页面存档备份，存于）